# 章要兒
章要儿（506年—570年），南朝陈武帝陈霸先皇后。吴兴郡乌程人（今属浙江）人。本姓钮，后改姓章。父南梁散骑常侍章景明；母苏氏。她生得奇特，遇事稳而不乱，是女中豪杰。

## 早年
章要儿美丽出众，又精通文墨，能读《诗经》和《楚辞》，长大后嫁给陈霸先为其续弦。梁武帝大同年间，侯景之乱爆发，章氏被侯景所掳。叛乱平息后，陈霸先受封长城县公。章氏拜为長城縣夫人。
南梁太平元年（556年），丈夫陈霸先被追封亲族。次年（557年）正月丁卯，陈霸先的哥哥陈道谭、弟弟陈休先被追封。甲寅，梁敬帝遣兼侍中謁者僕射陆缮策拜長城縣夫人章氏為義興國夫人。

## 皇后时期
永定元年（557年）陈霸先代梁称帝，章夫人被立为皇后。永定三年（559年）盛夏，陈武帝去世。当时形势紧迫，太子陈昌还被扣在长安做人质，国内没有合法的皇嗣，国外又有强敌北齐、北周等，老将们都率军在外作战，中央没有身负重望的大臣，只有皇家禁军。章皇后为人冷静，决定秘不发丧，急招陈霸先的侄子临川王陈蒨返回建康。由中书侍郎蔡景历率领宦官、宫女，秘密制作丧事用具，尸体暂时以蜂蜡密封，以防止制造棺材的噪音被听见。而以皇帝名义发出的文件诏书或训令，照常进行。
六月二十九日，陈蒨赶回，居住中书省。侯安都等促请陈蒨即皇帝位。虽然侄子及時回京，但章皇后仍盼望儿子陈昌也能赶回，并未立即松口同意陈蒨继承。文武百官犹豫，不敢马上决定。侯安都说：“而今四方没有平定，怎么可能等候远方皇子回来？临川王对建国立有大功，我们同心拥护，今天的事情，响应晚的，都要处斩。”手按剑柄上殿，逼章皇后交出了玉玺。章皇后這才同意下诏，命陈蒨继承帝位。

## 太后時期
七月一日，陈蒨即位，是為陳文帝。文帝下旨尊章皇后為皇太后，居慈训宫，但文帝統治期間，章太后無實權。
光大二年（568年），陈文帝駕崩，皇太子陈伯宗即位，是為廢帝。廢帝尊章太后为太皇太后，但由於廢帝懦弱无能，大权落入皇叔安成王陈顼手中。同年十一月，章太后在宮中召見文武百官，宣布剝奪廢帝的皇位，貶为临海王，並命陈顼即帝位，是為陳宣帝。章氏遂復为皇太后。
太建二年（570年）三月，章太后在紫极殿去世，享年65岁。宣帝為其上諡號曰宣皇后，与陈武帝合葬。

## 延伸阅读
[在维基数据编辑]
 《陳書·卷7》，出自姚思廉《陳書》
 《南史·卷12》，出自李延壽《南史》